# György Surányi
György Surányi (ur. 3 stycznia 1954 w Budapeszcie) – węgierski polityk i ekonomista, prezes Narodowego Banku Węgier w latach 1990–1991 i 1995–2001.

## Edukacja
György Surányi w 1977 ukończył ekonomię na Uniwersytecie Ekonomicznym w Budapeszcie. W 1979 zdobył stopień doktora na tej uczelni. W 1986 uzyskał tytuł doktora ekonomii od Węgierskiej Akademii Nauk. W 1996 Uniwersytet Ekonomiczny w Budapeszcie przyznał mu stopień doktora habilitowanego. Dr Suranyi jest profesorem finansów na Uniwersytecie Korwina w Budapeszcie oraz Uniwersytecie Środkowoeuropejskim (Central European University). Jest również autorem wielu książek, publikacji i artykułów na temat ekonomii i finansów.

## Kariera zawodowa
György Surányi w latach 1977–1986 był pracownikiem naukowym, a następnie dyrektorem departamentu w Instytucie Badań Finansowych w Budapeszcie. Od 1986 do 1987 pracował jako konsultant w Banku Światowym w Waszyngtonie. W latach 1987–1988 był doradcą wicepremiera. W latach 1989–1990 pełnił funkcję sekretarza stanu w Biurze Planowania Narodowego.
Od 1 lipca 1990 do 30 listopada 1991 zajmował po raz pierwszy stanowisko prezesa Narodowego Banku Węgier. W latach 1992–1995 był dyrektorem generalnym węgierskiego banku Central-European International Bank (CIB Bank).
Od 1 marca 1995 do 1 marca 2001 Surányi po raz drugi zajmował stanowisko prezesa NBW. Jako prezes NBW, w 1995 był współautorem drastycznego planu stabilizacji węgierskiej gospodarki. Zakładał on ograniczenie wydatków rządowych, wprowadzenie ceł importowych oraz dewaluację forinta i stabilizację jego kursu. Rezultatem wprowadzenia planu była redukcja deficytu budżetowego i zadłużenia zagranicznego oraz zwiększenie wzrostu gospodarczego i zmniejszenie inflacji.
Od maja 2001 György Surányi jest szefem pionu ds. Europy Środkowej i Wschodniej włoskiego banku Banca Intesa. Jest także przewodniczącym rady nadzorczej węgierskiego CIB Banku, Privedna Banka w Zagrzebiu, VÚB banka w Bratysławie oraz Banca Intesa w Belgradzie.